# Dana Michel
Pour les articles homonymes, voir Michel (patronyme).
Dana Michel (née à Ottawa) est une chorégraphe et performeuse canadienne basée à Montréal. Elle est associée à la compagnie de danse contemporaine Par B.L.eux, fondée et dirigée par Benoît Lachambre.

## Biographie
Après avoir été responsable marketing, participé à des compétitions de course à pied et joué au football, elle obtient en 2005, à la fin de la vingtaine, son diplôme du programme de danse contemporaine du BFA de l’Université Concordia. En 2011, elle reçoit une bourse « DanceWeb » (Vienne, Autriche) et bénéficie d’une résidence artistique à l'Usine C (Montréal, Canada) ainsi qu’au Centre National de la Danse à Ottawa. 
Sa première œuvre de performance solo de 60 minutes, Yellow Towel, s’est classé respectivement dans le «Top 5» et le «Top 10» de l’hebdomadaire Voir (Montréal) et de Dance Current Magazine (Canada). 
En 2014, elle a reçu le prix ImPulsTanz (Vienne) en reconnaissance de ses réalisations artistiques et a été classée par le New York Times parmi les chorégraphes féminines de l'année. La même année, Yellow Towel est apparue sur la liste «Top Ten Performances» du magazine Time Out New York. Mercurial George, son tout dernier solo, a été présenté en première au Festival TransAmériques (Montréal) en juin 2016. Les deux pièces sont actuellement en tournée. 
En juin 2017, Dana Michel a reçu le Lion d'argent pour l'innovation en danse de la Biennale de Venise (Italie). En 2018 elle devient la première artiste résidente en danse du Centre National des Arts d’Ottawa. 
En septembre 2019, l'ANTI - Festival international Prize for Live Art 2019 a été décerné à Dana Michel. Après Sonya Lindfors en 2018, Dana Michel est la 6e artiste à recevoir l’un des plus prestigieux prix d’Europe.  
Dana Michel est artiste associée à Par B.L.eux, une compagnie de création contemporaine fondée et dirigée par Benoît Lachambre. 

## Principales chorégraphies
- 2013 : Yellow Towel[7]
- 2016 : Mercurial George[8]
- 2019 : CUTLASS SPRING[9] en première nord-américaine au Festival TransAmériques